# Persone di nome Mauricio
| Questa pagina contiene informazioni ricavate automaticamente dalle voci biografiche con l'ausilio del template Bio e di un bot. L'aggiornamento è periodico e automatico e ricostruisce completamente la pagina. Se manca una persona in questa lista, sei pregato di non aggiungerla, ma accertati piuttosto che la sua voce biografica contenga il template Bio e che i dati anagrafici siano correttamente compilati. Se il template Bio manca, inseriscilo tu stesso o, in alternativa, metti l'avviso {{tmp\|Bio}} che ne segnala la mancanza. Se i dati riportati sono sbagliati, correggi direttamente la voce biografica; le modifiche saranno visibili in questa lista entro pochi giorni. Per chiarimenti vedi il progetto antroponimi. La lista contiene solo le 79 persone che sono citate nell'enciclopedia e per le quali è stato implementato correttamente il template Bio. Pagina aggiornata al 6 ago 2025. |

Questa è una lista di persone presenti nell'enciclopedia che hanno il nome Mauricio, suddivise per attività principale.

## Allenatori di calcio(5)
- Mauricio Pellegrino, allenatore di calcio e ex calciatore argentino (Leones, n. 1971)
- Mauricio Pochettino, allenatore di calcio e ex calciatore argentino (Murphy, n. 1972)
- Mauricio Rodríguez, allenatore di calcio e ex calciatore salvadoregno (San Salvador, n. 1945)
- Mauricio Soria, allenatore di calcio e ex calciatore boliviano (Cochabamba, n. 1966)
- Mauricio Victorino, allenatore di calcio e ex calciatore uruguaiano (Montevideo, n. 1982)

## Arbitri di calcio(1)
- Mauricio Reinoso, ex arbitro di calcio ecuadoriano (Ambato, n. 1967)

## Attori(1)
- Maurício Mattar, attore e cantante brasiliano (Rio de Janeiro, n. 1964)

## Cestisti(2)
- Mauricio Aguiar, ex cestista uruguaiano (Montevideo, n. 1983)
- Mauricio Marin, cestista tedesco (Berlino, n. 1994)

## Ciclisti su strada(1)
- Mauricio Ardila, ciclista su strada colombiano (Medellín, n. 1979)

## Comici(1)
- Tato Bores, comico e personaggio televisivo argentino (Buenos Aires, n. 1927 - Buenos Aires, † 1996)

## Compositori(1)
- Mauricio Kagel, compositore argentino (Buenos Aires, n. 1931 - Colonia, † 2008)

## Discoboli(1)
- Mauricio Ortega, discobolo colombiano (Apartadó, n. 1994)

## Economisti(1)
- Mauricio Rojas, economista e politico svedese (n. 1950)

## Fumettisti(1)
- Mauricio de Sousa, fumettista brasiliano (Santa Isabel, n. 1935)

## Giocatori di beach volley(1)
- Mauricio Vieyto, giocatore di beach volley uruguaiano (Montevideo, n. 1996)

## Giocatori di calcio a 5(1)
- Mauricio Ferraris, ex giocatore di calcio a 5 argentino (n. 1964)

## Ingegneri(1)
- Mauricio Macri, ingegnere, politico e dirigente sportivo argentino (Tandil, n. 1959)

## Nuotatori(2)
- Mauricio Fiol, nuotatore peruviano (Lima, n. 1994)
- Mauricio Ocampo, ex nuotatore messicano (Città del Messico, n. 1941)

## Politici(2)
- Mauricio Funes, politico e giornalista salvadoregno (San Salvador, n. 1959 - Managua, † 2025)
- Mauricio Vila Dosal, politico e avvocato messicano (Miguel Hidalgo, n. 1980)

## Rugbisti a 15(1)
- Mauricio Reggiardo, ex rugbista a 15 e allenatore di rugby a 15 argentino (Bragado, n. 1970)

## Schermidori(2)
- Mauricio Ponce de Léon, schermidore spagnolo (Jerez de la Frontera, n. 1864 - Madrid, † 1930)
- Mauricio Rivas, ex schermidore colombiano (n. 1964)

## Scrittori(1)
- Mauricio Rosencof, scrittore, giornalista e ex militare uruguaiano (Florida, n. 1933)

## Tennisti(1)
- Mauricio Hadad, ex tennista colombiano (Cali, n. 1971)